# Tootsie Roll Industries

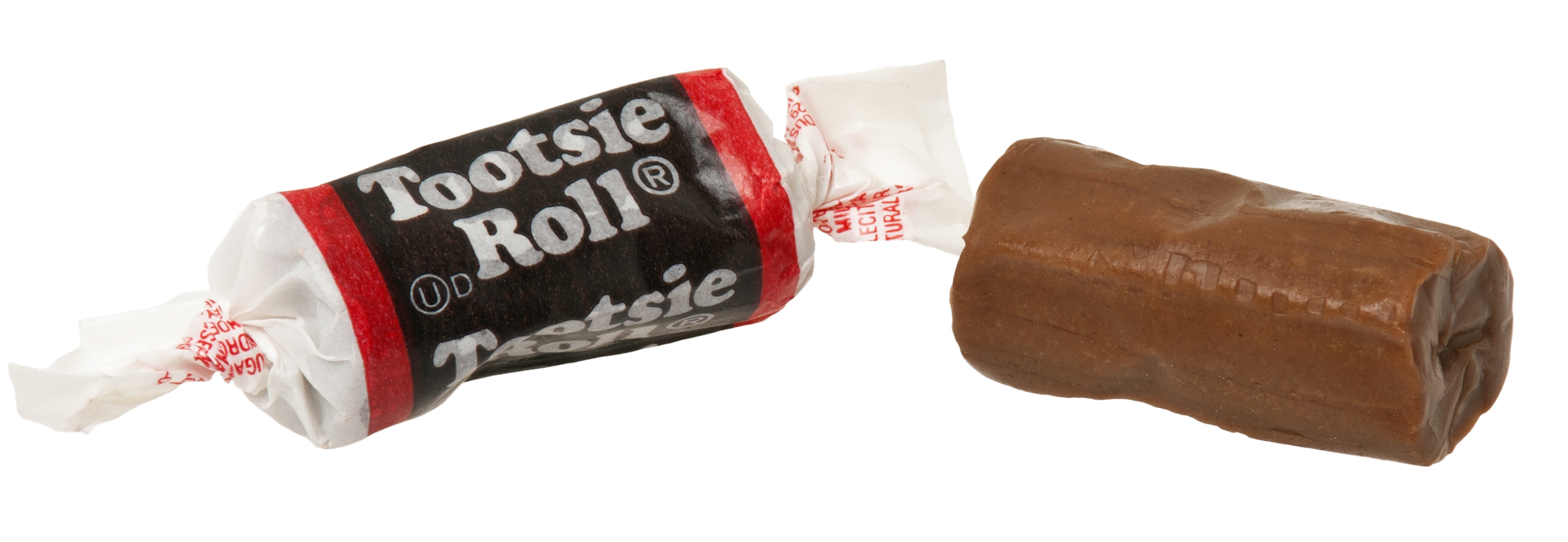
Tootsie Roll

Tootsie Roll Industries ist ein US-amerikanischer Süßwarenhersteller mit Sitz in Chicago.

## Geschichte
1896 begann der österreichische Einwanderer Leo Hirshfield in einem Süßigkeitenladen in New York City zu arbeiten, der der Firma Stern & Staalberg gehörte. Im Jahr 1907 beschloss Hirshfield, dass er ein Schokoladen-Bonbon machen wollte, das nicht in der Hitze schmilzt und als Alternative zu traditionellen Pralinen zu lancieren. Er benannte die Süßigkeit nach dem Spitznamen seiner Tochter Clara „Tootsie“ Hirshfield. Im Zweiten Weltkrieg gehörte die Tootsie Roll zur Standardration der Soldaten. 2004 übernahm Tootsie Roll Industries das kanadische Unternehmen Concord Confections und damit das Label Dubble Bubble.

## Marken
- Tootsie Roll
- Tootsie Pops
- Frooties
- Child’s Play
- Dots Gummibärchen
- Crows Laktritz
- Andes Chocolate Mints
- Charms Blow Pops
- Caramel Apple Pops

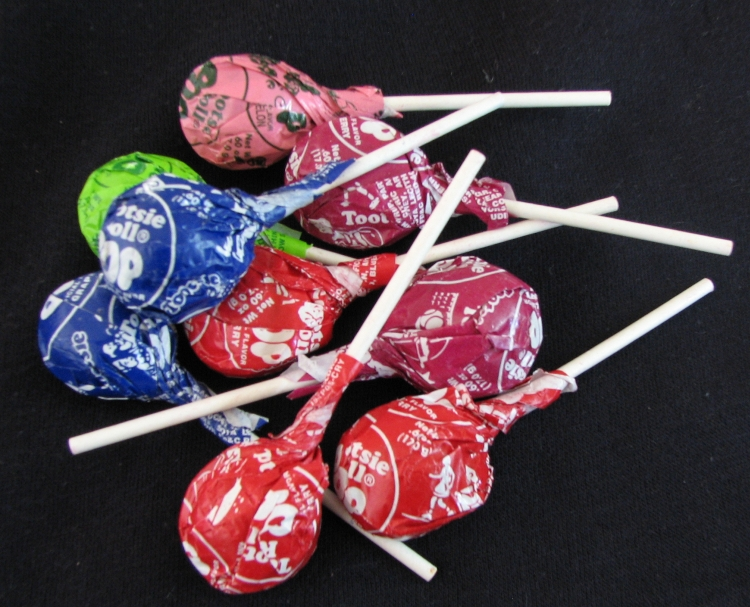
Tootsie Pops

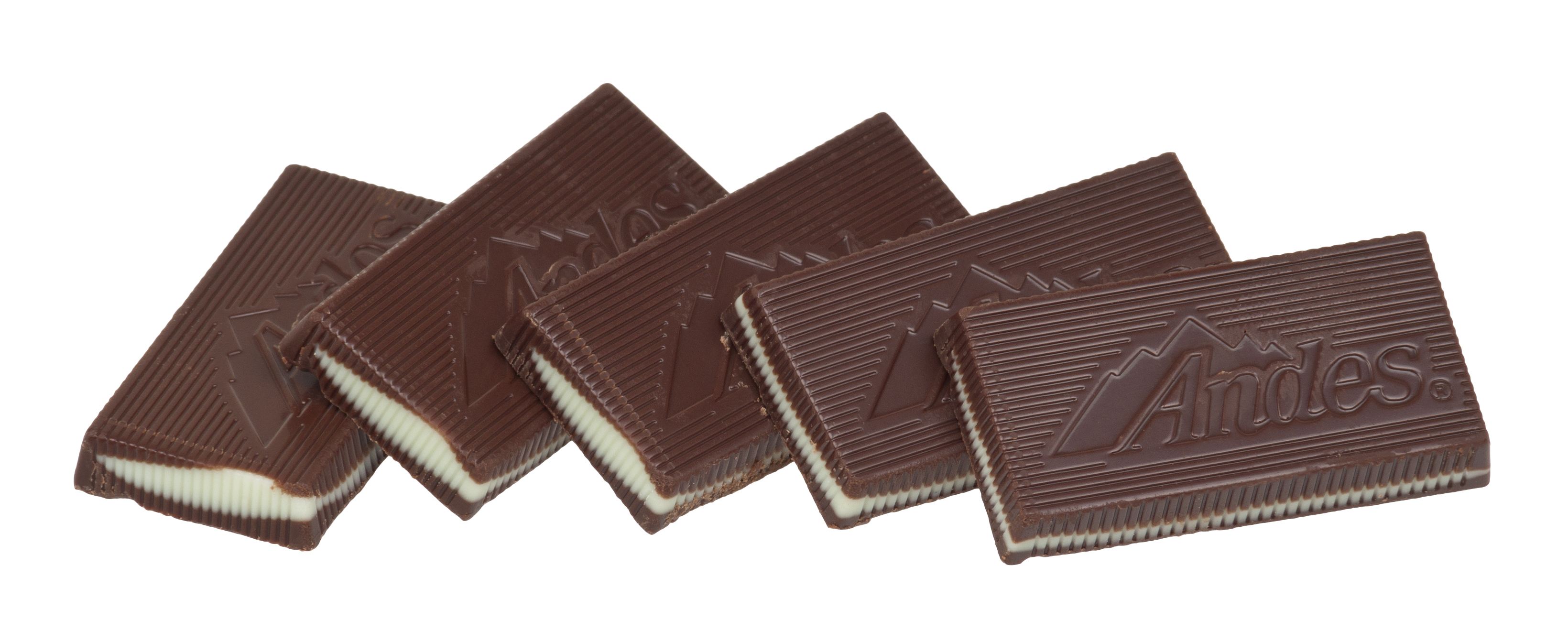
Andes Chocolate Mints

- Sugar Daddy und Sugar Babies Karamel
- Charleston Chew
- Junior Mints
- Cella’s
- Fluffy Stuff
- Dubble Bubble, Razzles, and Cry Baby Kaugummi
- Nik-L-Nip
- Wax Lips
- Bonomo’s Turkish Taffy
- Polar Mint